# Манфред Угальде
Манфред Алонсо Угальде Арсо (ісп. Manfred Alonso Ugalde Arce; нар. 25 травня 2002, Ередія, Коста-Рика) — костариканський футболіст, форвард московського «Спартака» та національної збірної Коста-Рики.

## Клубна кар'єра
Займатися футболом Манфред Угальде почав у клубі «Ередіано». Згодом він приєднався до футбольної академії клубу «Депортіво Сапрісса». 13 січня 2019 року Угальде дебютував в основі клубу і в першому матчі відзначився забитим голом. 31 липня 2019 року провів першу гру в Лізі КОНКАКАФ і в дебютному матчі оформив «дубль» у ворота клубу з Беліза «Бельмопан Бендітс». В тому році Угальде допоміг своєму клубу виграти Лігу КОНКАКАФ і був визнаний кращим молодим гравцем турніру.
Влітку 2020 року футболіст підписав контракт з бельгійським клубом Другого дивізіону «Ломмель». Відігравши сезон в Бельгії, перед початком сезону 2021/22 Угальде на правах оренди перейшов у клуб нідерландської Ередивізі «Твенте».
23 листопада 2024 року відзначився покером в матчі чемпіонату між «Спартаком» та «Локомотивом», загальний рахунок 5–2 на користь «спартаківців».

## Збірна
1 лютого 2020 року у товариському матчі проти команди США Манфред Угальде дебютував у складі національної збірної Коста-Рики.

## Досягнення
Депортіво Сапрісса
 Переможець Ліги КОНКАКАФ: 2019
Індивідуальні
- Кращий молодий гравець Ліги КОНКАКАФ: 2019
- Найкращий бомбардир чемпіонату Росії: 2024/25 (17 м'ячів)